# MG Maglificio
GB - MG Maglificio en later MG Maglificio - Technogym en uiteindelijk Riso Scotti - Vinavil, was een Italiaans-Belgische wielerploeg. 

## Geschiedenis
GB - MG Maglificio was een samensmelting van de Italiaanse wielerploegen Del Tongo en Tonton Tapis-GB. De ploeg bestond van 1992 tot 1999 met wisselende hoofdsponsors en cosponsors zoals het Italiaanse fietsbedrijf Bianchi en de Belgische supermarktketen GB. Giancarlo Ferretti, die later de gedecoreerde Fassa Bortolo-ploeg leidde, was ploegleider bij MG Maglificio. Patrick Lefevere en Roger De Vlaeminck waren verantwoordelijk voor het management. 
De grootste successen kende de ploeg met GB, MG Maglificio en Technogym als sponsors: naast de etappezeges in Grote Rondes met Mario Cipollini met belangrijke overwinningen van Johan Museeuw in de Ronde van Vlaanderen (1993) en de Amstel Gold Race (1994), met Michele Bartoli in de Ronde van Vlaanderen (1996) en Luik-Bastenaken-Luik (1997) en met Pascal Richard in Luik-Bastenaken-Luik (1996).
De laatste twee seizoenen sponsorde het Italiaanse rijstbedrijf Riso Scotti de ploeg. MG Maglificio was in 1998 nog co-sponsor, maar trok zich daarna terug. Vinavil was reeds in het wielrennen actief geweest, als cosponsor van Lampre (Panaria in 1996). In 1998 en 1999 beschikte Riso Scotti over renners die overkwamen van het stopgezette ZG Mobili. Kurt-Asle Arvesen en Ivan Basso waren actief bij de ploeg tijdens het laatste seizoen. 

## Bekende renners
- Kurt-Asle Arvesen
- Fabio Baldato
- Franco Ballerini
- Michele Bartoli
- Ivan Basso
- Paolo Bettini
- Carlo Bomans
- Gianni Bugno
- Stefano Casagranda
- Mario Cipollini
- Dirk Demol
- Danilo Di Luca
- Patrick Jacobs
- Johan Museeuw
- Wilfried Peeters
- Davide Rebellin
- Pascal Richard
- Gilberto Simoni
- Andrei Tchmil
- Matteo Tosatto